# Лунка Бисеричи (Алба)
Лунка Бисеричи (рум. Lunca Bisericii) насеље је у Румунији у округу Алба у општини Видра. Oпштина се налази на надморској висини од 655 m.

## Становништво
Према подацима из 2002. године у насељу је живело 70 становника, од којих су сви румунске националности.